# Svarta tjärnen, Västmanland
Svarta tjärnen är en sjö i Hällefors kommun i Västmanland och ingår i Göta älvs huvudavrinningsområde.